# Strój wilanowski z nadwiślańskiego Urzecza
Strój wilanowski z nadwiślańskiego Urzecza – strój ludowy z obszaru Mazowsza, charakterystyczny dla mieszkańców podwarszawskiego Urzecza położonego w północnej części Doliny Środkowej Wisły. Na formę i charakter stroju ogromny wpływ wywarły dwa niegdyś silne gospodarczo i kulturowo ośrodki: Wilanów i Czersk.

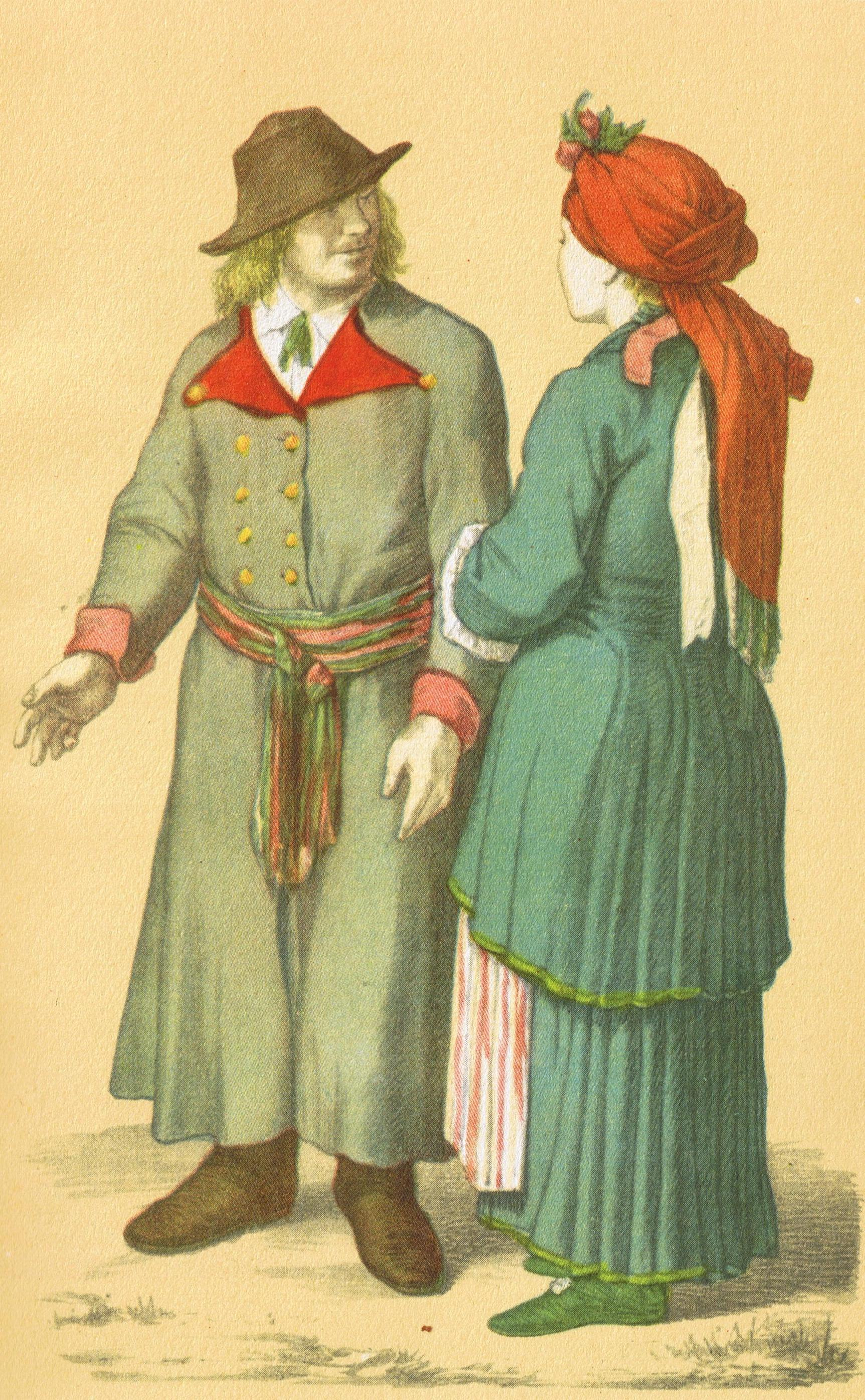
Para włościan z okolicy Czerniakowa i Wilanowa, 1857 r.; rys. Wojciech Gerson, lit. Maksymilian Fajans

## Strój męski
Podstawowymi elementami męskiego stroju Urzeczan były: biała koszula o kroju przyramkowym; granatowa sukmana z dwurzędowym zapięciem i dwudzielnym, czerwonym kołnierzem oraz czerwonymi mankietami; granatowy kaftan bez rękawów; czerwony lub pasiasty wełniany pas; sukienne spodnie; czarne, wysokie buty ze skóry juchtowej z miękką cholewą; czarny, filcowy kapelusz w kształcie niskiego cylindra. Elementem stroju była również drewniana laska, noszona bez względu na wiek osoby.

## Strój kobiecy
Ubiór kobiet z podwarszawskiego Urzecza przetrwał w zestawie składającym się z następujących elementów: nakrycie głowy (czepek lub chusta), biała koszula o kroju przyramkowym, gorset (zwykle zielony) obszyty kontrastującymi taśmami, długa spódnica z wełny samodziałowej lub fabrycznej (często z motywami kwiatowymi), zapaska, biżuteria (6–9 sznurów krótkich korali, wzorzyste wstążki) oraz obuwie (szyte z tkanin czółenka, buty z cholewami albo czarne sznurowane trzewiki). Noszono też długie kaftany, a zimą podszyte futrem długie sukmany podobne krojem do męskich, zwane powszechnie przyjaciółkami. Charakterystycznym wyróżnikiem omawianego stroju, szczególnie w okolicach Powsina i Jeziorny, był czarny haft roślinny, którym przyozdabiano przyramki koszul i chusty czepcowe. Inspiracją do powstania symetrycznego, liniowego o powtarzającym się układzie roślinnym zdobienia była prawdopodobnie jednobarwna (przeważnie czarna) wycinanka wykonywana na papierze glansowanym, produkowanym w papierni w Jeziornie.